# Burmai seregély
A burmai seregély (Acridotheres burmannicus) a madarak (Aves) osztályának verébalakúak (Passeriformes) rendjébe, ezen belül a seregélyfélék (Sturnidae) családjába tartozó faj.

## Rendszerezése
A fajt Thomas C. Jerdon brit zoológus írta le 1862-ben, a Sturnus nembe Sturnus burmannicus néven.

## Alfajai
- Acridotheres burmannicus burmannicus (Jerdon, 1862)
- Acridotheres burmannicus leucocephalus Salvadori & Giglioli, 1870[2]

## Előfordulása
Kína, Mianmar és Tajvan területén honos. Természetes élőhelyei a szubtrópusi vagy trópusi gyepek és cserjések, valamint szántóföldek és vidéki kertek. Állandó, nem vonuló faj.

## Megjelenése
Testhossza 22 centiméter.

## Természetvédelmi helyzete
Az elterjedési területe nagyon nagy, egyedszáma pedig növekszik. A Természetvédelmi Világszövetség Vörös listáján nem fenyegetett fajként szerepel.